# بيتر هاتش
بيتر هاتش (بالإنجليزية: Peter Hatch)‏ هو لاعب كرة قدم بريطاني، ولد في 22 أكتوبر 1949 في إنجلترا في المملكة المتحدة. لعب مع أكسفورد يونايتد ونادي إكزتر سيتي وهامرون سبارتانز.